# We Only Make Believe
| Оценки критиков | Оценки критиков |
| Источник        | Оценка          |
| --------------- | --------------- |
| Allmusic        | [ 1 ]           |

We Only Make Believe — первый совместный студийный альбом американских кантри-певцов Конвея Твитти и Лоретты Линн, выпущенный 1 февраля 1971 года на лейбле Decca Records. Продюсером был Оуэн Брэдли.
Это был первый из десяти альбомов, которые выпустят Твитти и Линн. Первый трек альбома — кавер сольного хита Твитти «It's Only Make Believe», который Твитти написал в соавторстве с Джеком Нэнсом. Линн написала два трека для альбома: «Don’t Tell Me You’re Sorry» и «We Closed Our Eyes to Shame». «I’m So Used to Loving You», ещё одна композиция Твитти, также появляется на альбоме.

## История
Релиз диска состоялся 1 февраля 1971 года на лейбле Decca Records.
Альбом получил положительные отзывы музыкальных критиков и интернет-изданий.
В обзоре, опубликованном в номере журнала Billboard от 20 февраля 1971 года, говорится: «Конвей Твитти и Лоретта Линн своими песнями подтверждают, что они зарекомендовали себя как крупный кантри-дуэт. Среди выдающихся мелодий — „After the Fire Is Gone“, „It’s Only Make Believe“, „Pickin' Wild Mountain Berries“. Хороший LP».
Журнал Cashbox опубликовал обзор в выпуске от 13 февраля 1971 года, в котором говорилось: «Излишне говорить, что Конвей Твитти и Лоретта Линн — два из самых известных исполнителей в стиле кантри. В частности, у каждого из них есть серия хитовых альбомов, которых все невозможно назвать. Они уже выпустили вместе сингл „After the Fire Is Gone“, который в настоящее время находится как в чартах кантри, так и в поп-чартах, We Only Make Believe — это первый альбом дуэта. Их первый совместный труд включает „We’ve Closed Our Eyes to Shame“, „Don’t Tell Me You Sorry“, „Take Me“, „The One I Can’t Live Without“ и классический дуэт Твитти с Лореттой, „It’s Only Make Believe“. Эта пластинка сделает Твитти и Линн одним из самых популярных и талантливых дуэтов кантри за всё время».
В обзоре альбома журнала Record World говорится: "Это то, чего все ждали в течение нескольких недель. Сингл « After the Fire Is Gone» уже попадал в чарты. Отличный альбом. «It’s Only Make Believe», «Will You Visit Me on Sunday», «Pickin 'Wild Mountain Berries», «Hangin' On» и «Working Girl».

## Список композиций
| №  | Название                         | Автор(ы)                 | Дата записи    | Длительность |
| -- | -------------------------------- | ------------------------ | -------------- | ------------ |
| 1. | «It's Only Make Believe»         | Jack Nance Conway Twitty | 9 ноября 1970  | 2:35         |
| 2. | «We've Closed Our Eyes to Shame» | Loretta Lynn             | 9 ноября 1970  | 2:23         |
| 3. | «I'm So Used to Loving You»      | Twitty                   | 10 ноября 1970 | 2:45         |
| 4. | «Will You Visit Me on Sunday?»   | Dallas Frazier           | 9 ноября 1970  | 2:50         |
| 5. | «After the Fire Is Gone»         | L.E. White               | 9 ноября 1970  | 2:37         |
| 6. | «Don't Tell Me You're Sorry»     | Lynn                     | 11 ноября 1970 | 2:24         |

| №  | Название                        | Автор(ы)                            | Дата записи    | Длительность |
| -- | ------------------------------- | ----------------------------------- | -------------- | ------------ |
| 1. | «Pickin' Wild Mountain Berries» | Robert McRee Ed Thomas Cliff Thomas | 11 ноября 1970 | 2:33         |
| 2. | «Take Me»                       | Leon Payne                          | 11 ноября 1970 | 2:50         |
| 3. | «The One I Can't Live Without»  | James Perry Pulliam Frances Rhodes  | 11 ноября 1970 | 2:45         |
| 4. | «Hangin' On»                    | Ira Allen Billy Mize                | 10 ноября 1970 | 2:37         |
| 5. | «Working Girl»                  | Wes Buchanan                        | 10 ноября 1970 | 2:56         |

## Позиции в чартах

### Альбом
| Чарт (1971)                      | Высшая позиция |
| -------------------------------- | -------------- |
| США Hot Country LP’s (Billboard) | 3              |
| США Top LP’s (Billboard)         | 78             |

### Синглы
| Название                 | Год  | Высшая позиция | Высшая позиция | Высшая позиция |
| Название                 | Год  | US Country     | US             | CAN Country    |
| ------------------------ | ---- | -------------- | -------------- | -------------- |
| «After the Fire Is Gone» | 1971 | 1              | 56             | 4              |

## Сертификации
| Регион                                                      | Сертификация | Продажи  |
| ----------------------------------------------------------- | ------------ | -------- |
| США (RIAA)                                                  | Золотой      | 500 000^ |
| ^ Данные о тиражах приведены только на основе сертификации. |              |          |